# Sigtuna (comuna)
Sigtuna (em sueco: Sigtuna kommun) é uma comuna da Suécia localizada no condado de Estocolmo. Sua capital é a cidade de Märsta. Possui 328 quilômetros quadrados e segundo censo de 2018, havia 48 130 habitantes.